# 加唐
加唐是葡萄牙波尔图区的一个堂区。总面积5.42平方公里，总人口1564人，人口密度288.6人/平方公里。